# Fuentestrún
Fuentestrún ist ein Ort und eine Gemeinde (municipio) mit 52 Einwohnern (Stand: 2024) im Osten der Provinz Soria in der Autonomen Gemeinschaft Kastilien-León. Die Gemeinde ist Teil der bevölkerungsarmen Serranía Celtibérica.

## Lage
Fuentestrún liegt in der von Felsen und Hügeln durchsetzten Hochebene im Osten der Provinz Soria in einer Höhe von ca. 1010 m. Die Entfernung zur westsüdwestlich gelegenen Provinzhauptstadt Soria beträgt knapp 43 km (Fahrtstrecke). Das Klima im Winter ist kalt, im Sommer gemäßigt bis warm; Regen (ca. 575 mm/Jahr) fällt verteilt übers ganze Jahr.

## Bevölkerungsentwicklung
| Jahr      | 1970 | 1981 | 1991 | 2001 | 2011 | 2021 |
| Einwohner | 168  | 121  | 84   | 72   | 53   | 42   |

Die Mechanisierung der Landwirtschaft, die Aufgabe bäuerlicher Kleinbetriebe und der damit verbundene Verlust von Arbeitsplätzen führten in der zweiten Hälfte des 20. Jahrhunderts zu einem spürbaren Rückgang der Bevölkerung (Landflucht).

## Sehenswürdigkeiten
- Magdalenenkirche